# Texas occidentale

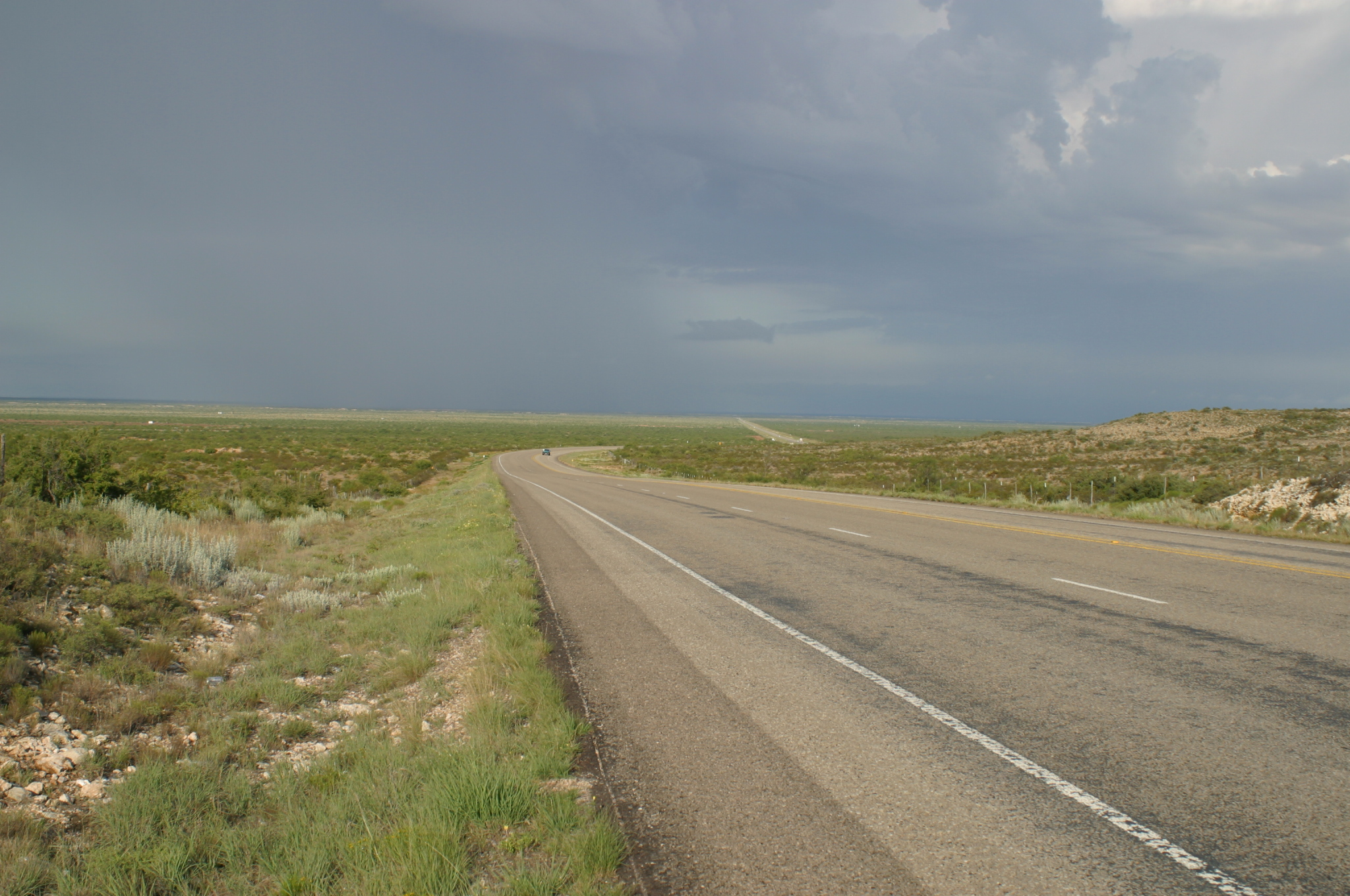
Paesaggio tipico del Texas occidentale

Il Texas occidentale (West Texas in inglese) è una regione dello Stato del Texas. In genere comprende un clima desertico e un clima steppico ad ovest di una linea tracciata tra le città di Fort Worth e Del Rio.
Non c'è consenso sul confine tra l'est e l'ovest del Texas. Walter Prescott Webb, uno storico e geografo statunitense, ha suggerito che il 98º meridiano ovest separa l'est e l'ovest del Texas; uno scrittore del Texas chiamato A.C. Greene ha proposto che il Texas occidentale si estende ad ovest del fiume Brazos.

## Contee
Le contee incluse nella regione del Texas occidentale variano a seconda dell'organizzazione. Il sito web Texas Counties.net riconosce le variazioni, e comprende 70 contee in sua definizione, sulla base delle cinque principali aree metropolitane in esso contenute: El Paso, Lubbock, Abilene, Midland/Odessa, e San Angelo.
Le contee incluse sono Andrews, Bailey, Borden, Brewster, Brown, Callahan, Castro, Cochran, Coke, Coleman, Comanche, Concho, Crane, Crockett, Crosby, Culberson, Dawson, Deaf Smith, Dickens, Eastland, Ector, El Paso, Fisher, Floyd, Gaines, Garza, Glasscock, Hale, Haskell, Hockley, Howard, Hudspeth, Irion, Jeff Davis, Jones, Kent, Kimble, King, Knox, Lamb, Loving, Lubbock, Lynn, Martin, Mason, McCulloch, Menard, Midland, Mitchell, Motley, Nolan, Parmer, Potter, Pecos, Presidio, Randall, Reagan, Reeves, Runnels, Schleicher, Scurry, Shackelford, Stephens, Sterling, Stonewall, Sutton, Taylor, Terrell, Terry, Throckmorton, Tom Green, Upton, Ward, Winkler e Yoakum.